# ヒーバー・ダウスト・カーチス

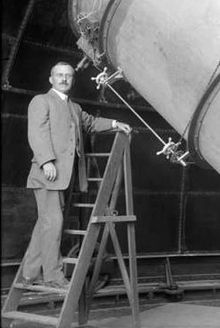
ヒーバー・ダウスト・カーチス

ヒーバー・ダウスト・カーチス（Heber Doust Curtis、1872年6月27日 - 1942年1月9日) は、アメリカ合衆国の天文学者。銀河系の大きさと星雲までの距離についてのハーロー・シャプレーとの大論争で有名である。

## 来歴
ミシガン州マスキーゴンで生まれた。1902年にヴァージニア大学で天文学の博士号を得て、リック天文台で働いた後、1920年からアレゲニー天文台の所長、1930年からミシガン大学天文台の所長を務めた。1910年から星雲写真に取り組み、渦巻き星雲中に発見した新星の明るさから、星雲が銀河系の外にあることを示した。
1920年4月26日、アメリカ国立科学院においてハーロー・シャプレーと『宇宙の大きさ』と題する公開討論会を行った（この討論は天文学者にとっては影響が大きく、後に「大論争（The Great Debate）」あるいは「シャプレー・カーチス論争」と呼ばれるようになった）。だが、その場では決着がつかなかった。
銀河系の大きさについてはカーチスは小さく見積もり過ぎていたものの、「渦巻き銀河は銀河系の外にある独立した銀河である」とした点はカーチスが正しかったということが、1924年にハッブルがアンドロメダ銀河の中に2つの変光星を発見しアンドロメダ銀河までの距離を約100万光年と計算したことによって明らかになった。
ミシガン州アンナーバで没した。